# Dorfkirche Zechow

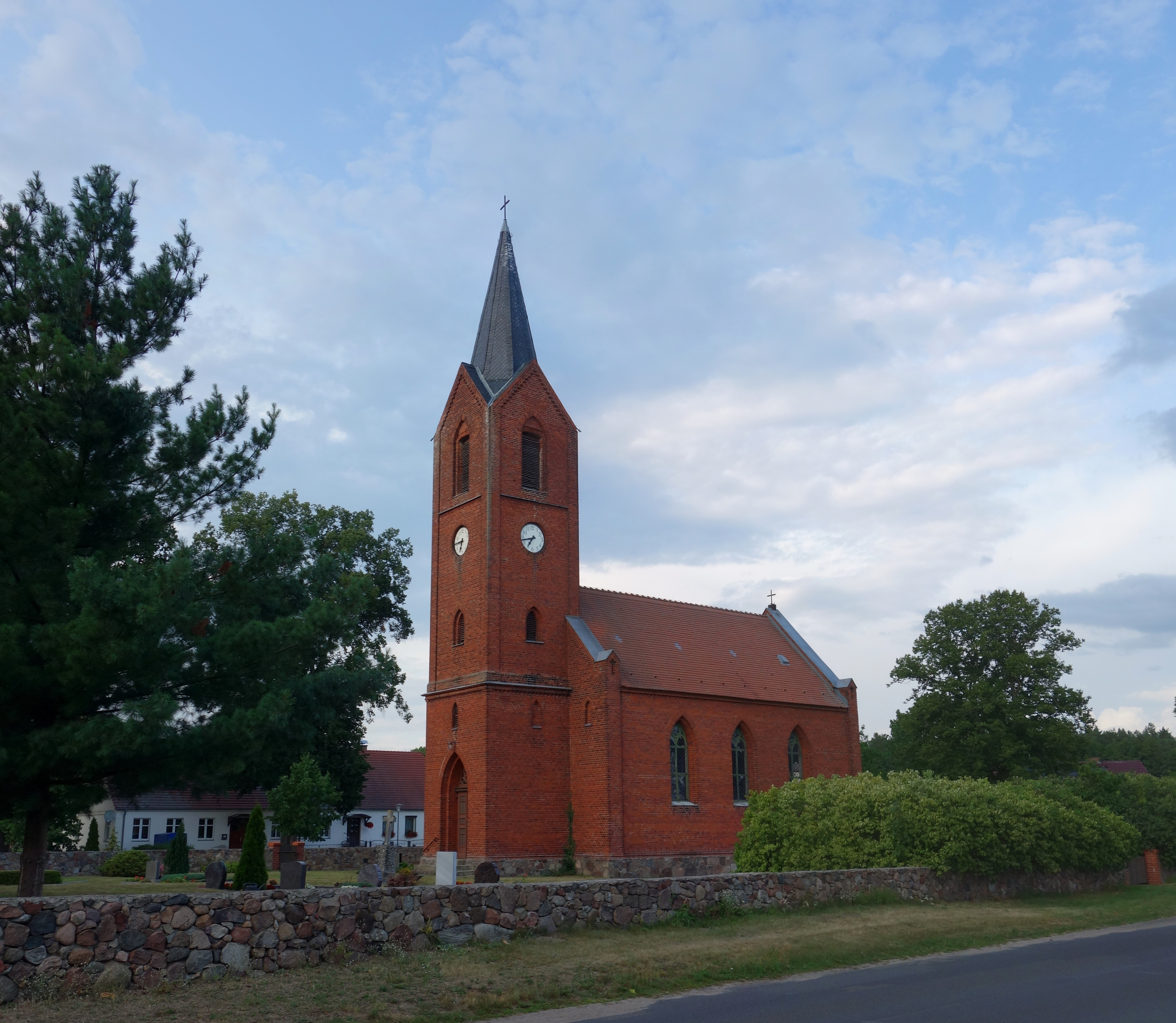
Dorfkirche Zechow

Die evangelische Dorfkirche Zechow ist eine Saalkirche in Zechow, einem Ortsteil der Stadt Rheinsberg im brandenburgischen Landkreis Ostprignitz-Ruppin. Die Kirchengemeinde gehört dem Pfarrbereich Zühlen-Zechliner Land im Kirchenkreis Wittstock-Ruppin der Evangelischen Kirche Berlin-Brandenburg-schlesische Oberlausitz an. Das Gebäude steht unter Denkmalschutz.

## Lage und Geschichte
Mitten auf dem Kirchhof steht ein neugotischer Ziegelbau, der von einer niedrigen Feldsteinmauer, außer auf der Ostseite, umgeben ist. Westlich der Kirche befindet sich das ehemalige Spritzenhaus, das heute als Leichenhalle genutzt wird und gesondert unter Denkmalschutz steht. Der Feldsteinbau mit Satteldach überstand den Dorfbrand von 1843 unbeschadet. Die Kirche wurde 1541 als Tochterkirche von Zühlen gegründet und gehörte zur Superintendentur Lindow-Gransee, seit 1930 zum Kirchenkreis Rheinsberg. Gühlen-Glienicke, Neuglienicke und Rheinsberg-Glienicke waren eingekircht. Das Lindower Nonnenkloster hatte bis 1541 das Patronatsrecht, danach der Kurfürst bzw. Fiskus. Nachdem die Fachwerkkirche 1843 durch den Dorfbrand zerstört worden war, legte Bauinspektor Rosainsky 1844 einen ersten Neubauplan vor, der von der Oberbaudeputation überarbeitet wurde. Der Bau wurde von 1846 bis 1847 ausgeführt. Die Bauleitung oblag dem Havelberger Stückmeister Kogge. Die Ziegel stammten aus der Ziegelei Zieten in Alt Ruppin. 
Eine Neugestaltung des Altarraums und der Einbau der Winterkirche erfolgte 1960/61 unter Kirchenbaurat Winfried Wendland. Eine Sanierung fand von 1991 bis 1993 statt.

## Baubeschreibung
Die kleine neogotische Saalkirche besteht aus roten Ziegeln auf einem Feldsteinsockel, wobei der Fugenmörtel rot eingefärbt ist. An der Ostseite befindet sich eine Apsis mit 5/8-Schluss. Der eingezogene Westturm hat einen quadratischen Grundriss und ist mit einem achtseitigen, schiefergedeckten Spitzhelm zwischen Dreiecksgiebeln abgeschlossen. Das rechteckige Schiff mit Satteldach ist sehr schlicht gehalten und wird von lediglich drei Spitzbogenfenstern mit Holzmaßwerk an den Längsseiten gegliedert. 
Das Kirchenschiff wird von einer flachen Decke überspannt. Den Chor überspannt ein Kreuzgratgewölbe. Das Gestühl ist in zwei Blöcken mit palmettenartig endenden Wangen sowie die Empore auf oktogonalen Holzstützen mit vasenartigen Kapitellen bauzeitlich. Darunter befindet sich die Winterkirche. Der Fußboden ist mit quadratischen Tonplatten ausgelegt. Kanzel, Altar und Taufe wurden 1960/61 ersetzt. Die 1883 von Friedrich Hermann Lütkemüller gebaute Orgel wurde 1979/80 zunächst nach Groß Dölln verkauft und 1981 in Kurtschlag aufgestellt.
Eine schlichte Holztafel im Turm erinnert an die acht gefallenen Zechower des Ersten Weltkrieges. Die letzte der ursprünglich drei Glocken wurde 1847 von Johann Carl Hackenschmidt aus Bronze gegossen und trägt die Inschrift „Gegossen von Hackenschmidt in Berlin 1847. Für die Kirche zu Zechow“ sowie ein Medaillon mit dem Bildnis Friedrich Wilhelms IV. und der Inschrift „Friedrich Wilhelm IV. König von Preußen. VII. Juni MDCCCXL“ (Datum des Regierungsantritts). Sie steht gesondert unter Denkmalschutz.